# Lepadella amphitropis
Lepadella amphitropis är en hjuldjursart som beskrevs av Harry K. Harring 1916. Lepadella amphitropis ingår i släktet Lepadella och familjen Lepadellidae.

## Underarter
Arten delas in i följande underarter:
- L. a. amphitropis
- L. a. victoriensis